# Pseudometapterus argentinus
Pseudometapterus argentinus är en insektsart som först beskrevs av Berg 1900.  Pseudometapterus argentinus ingår i släktet Pseudometapterus och familjen rovskinnbaggar. Inga underarter finns listade i Catalogue of Life.